# San Andrés (Kolumbien)
San Andrés (span. Isla de San Andrés) ist eine Insel im Karibischen Meer, die zum Staatsgebiet von Kolumbien gehört; die gleichnamige Stadt ist die Hauptstadt des Departamento San Andrés und Providencia. Die Insel liegt rund 770 km nordwestlich der kolumbianischen Küste, aber nur 190 km östlich der Küste Nicaraguas. Von der Nachbarinsel Providencia ist sie etwa 90 km entfernt.

## Geographie

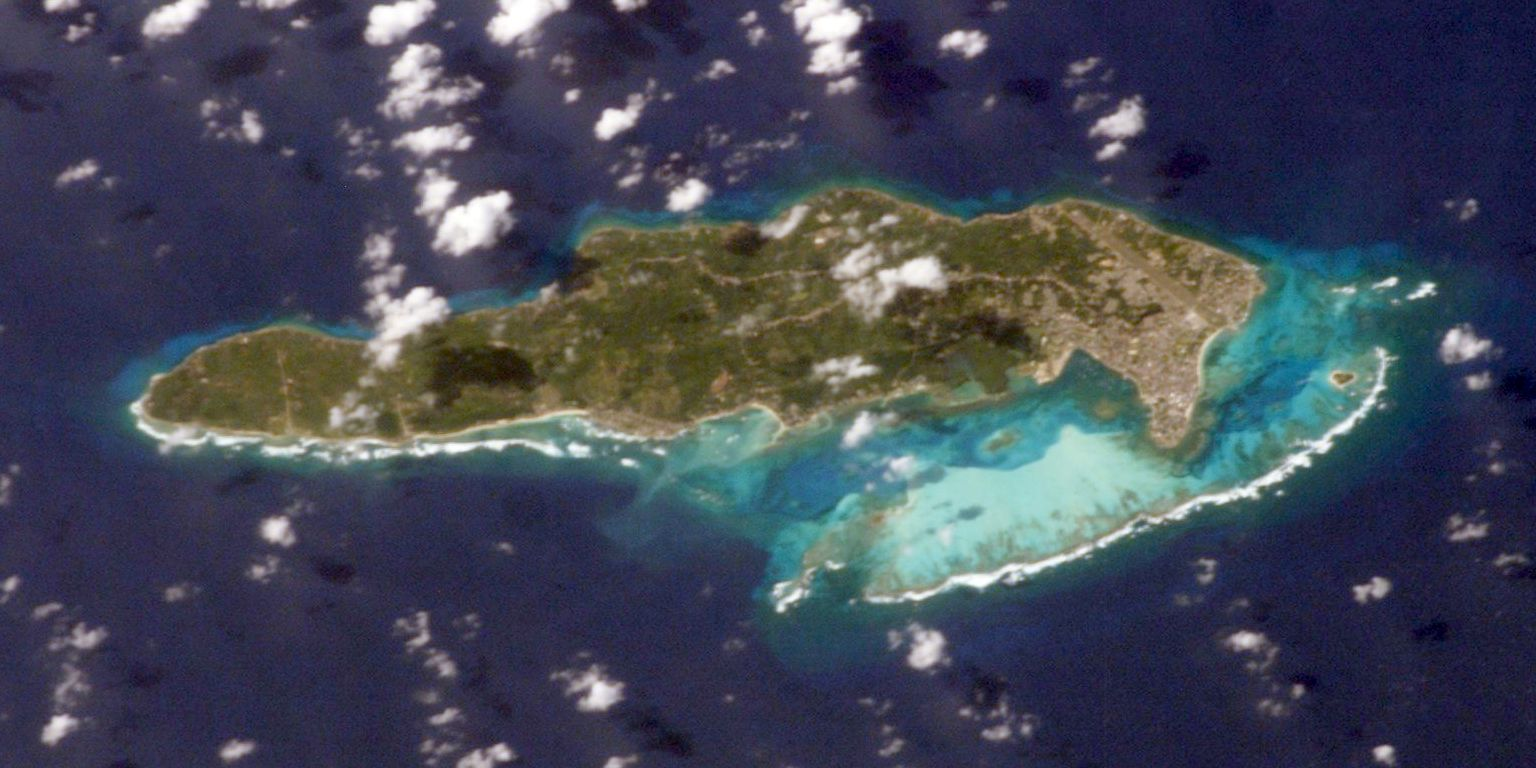
Insel San Andrés aus dem Space Shuttle

Die Insel liegt im Archipel von San Andrés und Providencia, der sich über 349.800 km² ausdehnt. Geprägt wird die Insel von einer Bergkette, die sich von Norden nach Süden zieht, an der höchsten Stelle 55 Meter über dem Meeresspiegel misst und zum Großteil mit Wäldern aus Kokosnusspalmen bewachsen ist. Nur an wenigen Stellen gibt es Sandstrand, die Küste besteht hauptsächlich aus zerklüftetem Vulkangestein.

## Geschichte
Die Insel wurde sehr wahrscheinlich vor 1527 von Europäern entdeckt, da sie in Landkarten aus diesem Jahr aufgeführt war. 
Ab 1630 gehörte die Insel unter dem Namen Henrietta zum  Territorium der englischen Providence Company. Die Insel war blieb jedoch unbesiedelt und wurde nur aufgesucht, um gelegentlich wilde Kartoffeln zu sammeln.

## Bevölkerung
San Andrés hat 58.817 Einwohner, der gleichnamige Hauptort der Insel hat 42.776 Einwohner (Stand: 2022).

## Sprachen
Landessprache ist Spanisch. Als Verkehrs-, Handels-, Geschäfts- und Bildungssprache dient zudem Englisch.

## Verkehr
Die kolumbianische Ruta Nacional 1, besser bekannt als Circunvalar de San Andrés oder Circunvalación de la Isla de San Andrés, ist eine Hauptstraße die am Rand der Insel mit einer Länge von ca. 28 Kilometer verläuft. Die Hauptstraße beginnt im Zentrum der Stadt San Andrés und führt weiter gegen den Uhrzeigersinn um die Insel herum.
Im Norden der Insel befindet sich der Flughafen San Andrés.

## Tourismus
San Andrés wird hauptsächlich von kolumbianischen Touristen besucht, die in der Freihandelszone zollfrei einkaufen können.

## Auseinandersetzung mit Nicaragua
In einer schon Jahrhunderte andauernden Auseinandersetzung mit dem heutigen Nicaragua ist die staatliche Zugehörigkeit der Insel noch nicht geklärt. Zur Geschichte dieser Auseinandersetzung siehe auch San Andrés und Providencia.

## Gefährdung durch Hurrikane
San Andrés wurde am 8. Oktober 2022 gegen 18 Uhr abends (Ortszeit) zentral vom Hurrikan Julia überquert, als dieser sich gerade von Tropensturm-Stärke zu Hurrikan-Stärke mit Windgeschwindigkeiten von über 120 km/h entwickelte. Nach offiziellen Angaben wurden zwei Häuser zerstört und 101 beschädigt.

## Städtepartnerschaft
San Andrés unterhält eine Städtepartnerschaft mit:
- San Clemente, Vereinigte Staaten[4]

## Persönlichkeiten
- Ángelo Rodríguez (* 1989), Fußballspieler

## Klimatabelle
|                       | Jan  | Feb  | Mär  | Apr  | Mai  | Jun  | Jul  | Aug  | Sep  | Okt  | Nov  | Dez  |   |      |
| Mittl. Tagesmax. (°C) | 28,7 | 28,9 | 29,5 | 29,9 | 30,2 | 30,1 | 29,9 | 30,1 | 30,2 | 30,0 | 29,6 | 29,0 | ⌀ | 29,7 |
| Mittl. Tagesmin. (°C) | 24,5 | 24,4 | 24,5 | 25,0 | 25,5 | 25,3 | 25,4 | 25,4 | 25,4 | 24,9 | 25,0 | 24,8 | ⌀ | 25   |
|                       |      |      |      |      |      |      |      |      |      |      |      |      |   |      |
| Niederschlag (mm)     | 95   | 41   | 22   | 34   | 121  | 224  | 204  | 200  | 234  | 302  | 296  | 173  | Σ | 1946 |
|                       |      |      |      |      |      |      |      |      |      |      |      |      |   |      |
| Sonnenstunden (h/d)   | 7,9  | 8,4  | 9,0  | 9,0  | 8,2  | 5,9  | 6,0  | 6,7  | 6,5  | 5,7  | 6,4  | 6,7  | ⌀ | 7,2  |
|                       |      |      |      |      |      |      |      |      |      |      |      |      |   |      |
| Regentage (d)         | 12   | 8    | 4    | 4    | 8    | 14   | 16   | 17   | 16   | 20   | 18   | 17   | Σ | 154  |
|                       |      |      |      |      |      |      |      |      |      |      |      |      |   |      |
| Wassertemperatur (°C) | 27   | 27   | 27   | 27   | 27   | 27   | 27   | 27   | 28   | 28   | 27   | 27   | ⌀ | 27,2 |
|                       |      |      |      |      |      |      |      |      |      |      |      |      |   |      |
| Luftfeuchtigkeit (%)  | 78   | 78   | 77   | 78   | 81   | 83   | 82   | 83   | 82   | 83   | 82   | 80   | ⌀ | 80,6 |

| 24,5 |

| 24,4 |

| 24,5 |

| 25,0 |

| 25,5 |

| 25,3 |

| 25,4 |

| 25,4 |

| 25,4 |

| 24,9 |

| 25,0 |

| 24,8 |

| 24,5 |

| 24,4 |

| 24,5 |

| 25,0 |

| 25,5 |

| 25,3 |

| 25,4 |

| 25,4 |

| 25,4 |

| 24,9 |

| 25,0 |

| 24,8 |